# Portici Ercolani
I portici Ercolani si trovano a Senigallia, in provincia di Ancona. Devono il loro nome a monsignor Giuseppe Maria Ercolani che li progettò nella metà del XVIII secolo, su commissione di Papa Benedetto XIV, con lo scopo di ospitarvi l'annuale fiera della Maddalena.
Costeggiano l'intera riva destra del fiume Misa che scorre vicino al centro storico, dilungandosi in 126 arcate di pietra d'Istria.

In origine avrebbero dovuto estendersi anche sulla riva sinistra, ma si abbandonò tale idea per l'eccessivo costo dei lavori.
Fabri Fibra, noto rapper di Senigallia, li cita in Coccole, traccia inclusa in Tradimento.